# فريدريش يوليوس نيومان
فريدريش يوليوس نيومان (و. 1835 – 1910 م) هو اقتصادي، وأستاذ جامعي ألماني، ولد في كونيغسبرغ، توفي عن عمر يناهز 75 عاماً.